# Мілтон (Массачусетс)
Мілтон (англ. Milton) — місто (англ. town) в США, в окрузі Норфолк штату Массачусетс. Населення — 28 630 осіб (2020).

## Демографія
Згідно з переписом 2010 року, у місті мешкали 27 003 особи в 9274 домогосподарствах у складі 6835 родин. Було 9700 помешкань
Расовий склад населення:
| - 77,4 % — білих - 14,3 % — чорних або афроамериканців - 4,1 % — азіатів - 0,1 % — корінних американців - 1,4 % — осіб інших рас |

До двох чи більше рас належало 2,5 %. Частка іспаномовних становила 3,3 % від усіх жителів.
За віковим діапазоном населення розподілялося таким чином: 24,7 % — особи молодші 18 років, 59,9 % — особи у віці 18—64 років, 15,4 % — особи у віці 65 років та старші. Медіана віку мешканця становила 41,4 року. На 100 осіб жіночої статі у місті припадало 89,3 чоловіків;  на 100 жінок у віці від 18 років та старших — 84,2 чоловіків також старших 18 років.
Середній дохід на одне домашнє господарство  становив 160 598 доларів США (медіана — 126 000), а середній дохід на одну сім'ю — 184 024 долари (медіана — 151 120). Медіана доходів становила 99 417 доларів для чоловіків та 72 810 доларів для жінок. За межею бідності перебувало 4,1 % осіб, у тому числі 2,0 % дітей у віці до 18 років та 9,2 % осіб у віці 65 років та старших.
Цивільне працевлаштоване населення становило 13 911 осіб. Основні галузі зайнятості: освіта, охорона здоров'я та соціальна допомога — 35,4 %, науковці, спеціалісти, менеджери — 14,2 %, фінанси, страхування та нерухомість — 13,4 %.